# 善学寺 (東京都港区)
善学寺（ぜんがくじ）は、東京都港区にある浄土宗の寺院。

## 歴史
1626年（寛永3年）、生誉上人順阿真至和尚によって開山された。

## 墓所
以下の人物が葬られている。
- 天野広丸（狂歌師、唐衣橘洲の弟子） - 1809年（文化6年）没
- 根岸鎮衛（南町奉行・勘定奉行、『耳嚢』の著者） - 1814年（文化11年）没
- 根岸衛奮（南町奉行、鎮衛の曽孫、『柳営補任』の著者） - 1876年（明治9年）没
- 河口静斎（川越藩儒臣、室鳩巣の弟子） - 1754年（宝暦4年）没
- 屋代籠岡（書家） - 1786年（天明6年）没

## 交通アクセス
- 六本木一丁目駅より徒歩3分。